# IBAF-Gehörlosenfachschule

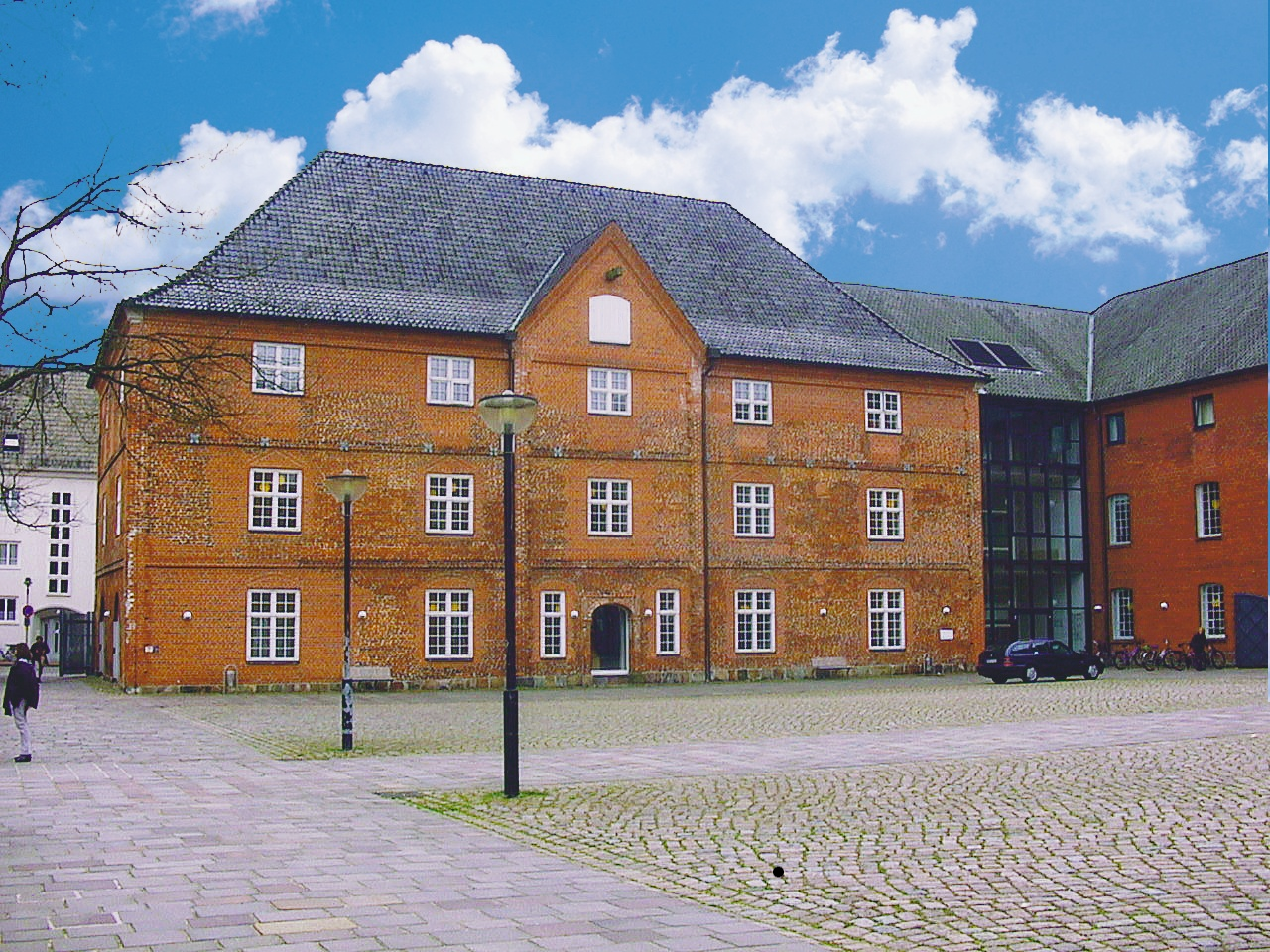
Schulgebäude Hohes Arsenal in Rendsburg

Die IBAF-Gehörlosenfachschule für soziale Berufe ist eine berufliche Schule für Schwerhörige, Gehörlose und CI-Träger.
Die Ausbildungen sind auf Hörgeschädigte ausgerichtet, die vom Einsatz von Gebärdensprache profitieren. Die Schüler kommen aus dem gesamten Bundesgebiet. Schulträger ist das Institut für Berufliche Aus- und Fortbildung (IBAF), das Bildungsinstitut des Diakonischen Werkes Schleswig-Holstein. Die Ausbildungen erfolgen zumeist als Teil einer beruflichen Rehabilitationsmaßnahme des Theodor-Schäfer-Berufsbildungswerks.

## Ausbildungsrichtungen
Die Gehörlosenfachschule bildet im Bereich Sozialpädagogik aus:
- Erzieher (Rechtsform: Fachschule für Sozialpädagogik, Fachklasse für Gehörlose)
- Sozialpädagogische Assistenten (Rechtsform: Berufsfachschule für Sozialpädagogik, Fachklasse für Sozialpädagogik)

## Geschichte
Die Gehörlosenfachschule wurde 1995 von Dr. Ulrich Hase, dem Leiter des Rehazentrums für Hörgeschädigte Rendsburg gegründet. Sie geht auf eine Initiative des Deutschen Gehörlosenbundes zurück, weil in den Einrichtungen für Hörgeschädigte zu wenig Betroffene tätig seien.
Die Schulgründung steht in Zusammenhang mit dem Kampf um die Anerkennung der Deutschen Gebärdensprache als vollwertiger Sprache.

## Pädagogischer Ansatz
Das Motto der Gehörlosenfachschule lautet: Gehörlose und Schwerhörige brauchen Gehörlose und Schwerhörige.
Die Hörschädigung soll nicht als Einschränkung, sondern als Stärke gesehen werden. Sie sei ein Vorteil, weil gehörlose und schwerhörige Fachkräfte verschiedene Formen von visueller Kommunikation, die Deutsche Gebärdensprache oder lautsprachbegleitende Gebärden beherrschen.
In der pädagogischen Diskussion werden unter den Stichworten Schulische Integration und Inklusion Sonderschulen vielfach grundsätzlich in Frage gestellt. Für die Gruppe der hochgradig Hörgeschädigten ist dabei zu beachten, dass für sie Barrierefreiheit Zugang zu nicht behindernder Kommunikation bedeutet und Vereinzelung zu vermeiden ist. Inklusion erfordert die Einbeziehung der Betroffenen. Deshalb stellt die Vorbereitung auf eine Tätigkeit in inklusiv arbeitenden Einrichtungen einen weiteren Schwerpunkt der Schule dar.

## Unterricht
Der Unterricht erfolgt mit einem bilingualen Ansatz. Alle Unterrichtsinhalte werden gebärdet. Es erfolgt ein spezielles Kommunikationstraining, mit dem die Schüler auf die Teamarbeit mit hörenden Kollegen vorbereitet werden. Der Unterricht erfolgt in kleinen Klassen.

## Internat
Die Schüler können im Internat des TSBW, Außenstelle Rendsburg leben. Es besteht die Möglichkeit, selbstständig in Außenwohnungen zu leben.

## Arbeitsplätze
Die Schule betrachtet es als ihre Aufgabe, Vorbehalte gegen die Tätigkeit Hörgeschädigter in sozialen Berufen abzubauen. Wichtiges Instrument sind arbeitsplatznahe Praktika im ganzen Bundesgebiet. Nach der Ausbildung sind die Schüler überwiegend tätig in Kindergärten, Internaten, Schulen, Wohnheimen, Alten- und Pflegeheimen, ambulanten Diensten für hörgeschädigte Menschen, in Integrationseinrichtungen oder Einrichtungen für Menschen mit Demenz oder kognitiven Beeinträchtigungen, in denen die lautsprachliche Kommunikation eine geringere Rolle spielt.